# Дихлородикарбонилплатина
Дихлородикарбонилплатина — неорганическое соединение,
хлорпроизводное карбонильного комплекса платины
с формулой Pt(CO)2Cl2,
светло-желтые кристаллы,
реагирует с водой.

## Получение
- Пропускание монооксида углерода через нагретый хлорид платины(II) [1]:

{\displaystyle {\mathsf {PtCl_{2}+2CO\ {\xrightarrow {210^{o}C}}\ Pt(CO)_{2}Cl_{2}}}}

## Физические свойства
Дихлородикарбонилплатина образует светло-желтые кристаллы.
Растворяется в тетрахлорметане.
В бензольном растворе обладает большим дипольным моментом (4,85) и имеет цис-строение

## Химические свойства
- Реагирует с водой:

{\displaystyle {\mathsf {Pt(CO)_{2}Cl_{2}+H_{2}O\ {\xrightarrow {}}\ Pt+2HCl+2CO+CO_{2}}}}